# Monica Förster
Monica Vivianne Förster, née le 4 mars 1966 à Dorotea, est une designer suédoise.

## Biographie

### Enfance et formation
Monica Förster naît le 4 mars 1966 à Dorotea. Elle grandit à Dorotea, ville proche du cercle polaire arctique, puis fait ses études à Stockholm, dans un premier temps à la Beckman's School of Design, puis à la Konstfack (Université des arts, de l’artisanat et du design), à Stockholm.

### Carrière
Elle possède son studio de design à Stockholm depuis 1999,, : Monica Förster Design Studio. Elle travaille pour des fabricants d'objets de design suédois tels que Swedese, Svenskt Tenn, Gärsnäs, Rörstrand et Gense, et a également des clients d'envergure internationale tels qu'Alessi, Whirpool, Volvo, Erik Jørgensen (au Danemark), Poltrona Frau (en Italie) ou De Padova (en Italie),. Elle travaille aussi avec des artisans de Bosnie-Herzégovine qui pratiquent la sculpture sur bois.

## Œuvre
Son travail se caractérise souvent par une simplicité de forme et une harmonie symétriques, comme avec le pouf plissé Esedra (2007) de Poltrona Frau et le lampadaire Circle (2010) pour De Padova. Pour ses créations, elle utilise différents matériaux et les nouvelles technologies,,.
Plusieurs de ses créations en design sont exposées dans des musées tels que le Museum of Modern Art (MoMA) de New-York et au Victoria and Albert Museum de Londres,, ou lors d'expositions.

## Prix et hommages
- Prix de l'association des architectes de Suède[3].
- Golden Chair[3].
- 2002 : elle est dans l'Annuaire de Design International (International Design Yearbook)[12],[3].
- 2015 : designer suédoise de l'année[4],[6],[3].
- Certaines de ses créations sont présentées dans l'ouvrage de l'architecte Jane Hall, Woman Made: Great Women Designers, paru en 2021 aux éditions Phaidon[13].

## Citation
« Mon studio travaille avec des producteurs du monde entier. Je commence souvent par regarder le patrimoine des producteurs et j'essaye de le combiner avec mes propres origines. »

— Monica Förster, Monica Förster : Lateral Thinking